# Nintendo Switch Sports
Nintendo Switch Sports é um jogo eletrônico de esporte desenvolvido e publicado pela Nintendo. Foi lançado em 29 de abril de 2022 para Nintendo Switch. É o quarto título principal da série de jogos Wii Sports.

## Jogabilidade
Nintendo Switch Sports consiste em três esportes presentes em jogos anteriores da franquia Wii Sports — tênis, boliche e quendô (conhecido como chambara dentro do jogo) — e três novos esportes: futebol, vôlei e badminton. Outro esporte presente em títulos anteriores, o golfe, também foi anunciado e será lançado em uma atualização gratuita.
Os jogadores utilizam o Joy-Con do Nintendo Switch de maneira semelhante aos outros jogos da série Wii Sports, posicionando-os de maneira equivalente ao esporte real. A funcionalidade do giroscópio incorporada no Joy-Con é usada para simular movimento no jogo, em comparação com o uso do Wii Remote (e ocasionalmente o Nunchuk) que simula movimento nos outros jogos da série.
Juntamente com os Miis, novos avatares chamados "Sportsmates" foram introduzidos; eles possuem cabelos e rostos detalhados, bem como braços e pernas. Além disso, o acessório Leg Strap introduzido em Ring Fit Adventure está incluído na cópia física do jogo e pode ser usado no futebol.

## Lançamento
O jogo foi anunciado em um Nintendo Direct em 9 de fevereiro de 2022, com data de lançamento programada para 29 de abril de 2022. Um teste de rede gratuito para testar a funcionalidade e a estabilidade do jogo esteve disponível em 15 de fevereiro de 2022, para aqueles com uma assinatura do Nintendo Switch Online. O teste de rede esteve disponível para jogar em horários específicos entre os dias 18 e 20 de fevereiro de 2022.